# 90
90（九十）是89与91之间的自然数。

## 在数学中
- 第65個合數，正因數有1、2、3、5、6、9、10、15、18、30、45和90。前一個為88、下一個為91。
質因數分解為{\displaystyle 2\times 3^{2}\times 5}。
- 第20個過剩數，真因數和為144，盈度為54。前一個為88、下一個為96。
  - 第21個半完全數，和為本身的其中一組因數為1、 2、 3、 5、 6、 10、 15、 18、 30。前一個為88、下一個為96。
- 第10個普洛尼克數，為9與10的乘積。前一個為72、下一個為110。
- 第32個十进制的哈沙德數。前一個為84、下一個為100。
- 第53個十进制的奢侈數。前一個為88、下一個為91。
- 90是自身元因数（自身除外）之和，因此是个元完全数。
- 直角為90度。

## 在人类文化中
- 不少物件，如書櫃、窗戶、紙張，都有90度的存在。
- 日本第90代天皇龜山天皇

## 在科学中
- 釷的原子序數[1]

## 在其它领域中
- 城巴90線
- 九十 (清朝)，清朝中期軍事將領。